# デジタルモンスターカードゲーム
デジタルモンスターカードゲームはデジタルモンスターを題材とする対戦型トレーディングカードゲームである。略称は『デジモンカードゲーム』『デジモンカード』『デジカード』『デジカ』。

## 概要
- 「育成」・「進化」・「対戦」というデジモンの3つの要素を盛り込んだカードゲームである。
- 多岐にわたるデジモンのメディアミックス戦略の中で大きなウェイトを占めており、この作品にのみ登場するモンスターも存在している。
- アニメ『デジモンテイマーズ』ではこのカードがバトルシステムとして取り入れられていた。

## ルール

### ハイパーコロシアム
30枚1組のデックとプレイシートを用意し、レベルIIIデジモン1体を『デジモンボックス』におき、ポイントゲージにデックの一番上にあるカードをおく。
準備フェイズ
手札の調整、進化させたいデジモンとその条件カードの準備、オプションカードのセットを行う。
進化フェイズ
進化条件に基づいて『デジモンボックス』のレベルIIIデジモンに『進化ボックス』のデジモンを重ねる。
バトルフェイズ
バトルタイプと攻撃力に基づいて戦闘を行う。
ポイント計算フェイズ
敗北したプレイヤーはデジモンの『ロストポイント』欄の数字に基づいてポイントゲージを減らす。
その後、レベルIIIのデジモンを残して、敗北したデジモンをダークエリアに置く。
以降『準備』、『進化』、『バトル』、『ポイント計算』、の順にどちらかのポイントゲージが0に到達するまで繰り返す。

#### スターター
- スターターVer.1
- スターターVer.2
- スターターVer.3
- スターターVer.4
- スターターVer.5
- スターターVer.6 〜三大天使降臨〜
- スターターVer.7 〜超融合の闘士たち〜
- スターターVer.8 〜真・融合伝説〜
- スターターVer.9 〜戦慄のドルゴラモンデック〜&〜粛清のオメガモンデック〜
- スターターVer.10 〜Xコンボデック〜

#### ブースター
- ブースター1
- ブースター2
- ブースター3
- ブースター4
- ブースター5
- ブースター6
- ブースター7 〜戦慄の皇帝竜〜
- ブースター8 〜究極竜戦士の覚醒〜
- ブースター9 〜白き聖剣の煌芒〜
- ブースター10 〜紅蓮騎士の槍撃〜
- ブースター11 〜超時空の冒険者〜
- ブースター12 〜十二神将強襲〜
- ブースター13 〜覇空の鎧鎗騎〜
- ブースター14 〜天翼の輝紅騎士〜
- ブースター15 〜爆炎の超獣戦士〜
- ブースター16 〜真・超融合戦士〜
- ブースター17 〜輝焔の超越戦士〜
- ブースター18 〜金剛の究極武神〜
- ブースター19 〜黙示録の暗黒魔竜〜
- ブースター20 〜X-進化の系譜〜
- ブースター21 〜X殲滅部隊の猛威〜
- ブースター22 〜覚醒・禁断の闇進化〜
- ブースター23 〜創世記を紡ぐ者たち〜
- ブースター24 〜七大魔王降臨〜

#### デジタライズブースター
- デジタライズブースターパック
- デジタライズブースターパック2

#### アルティメットバトルセット
構築済みのデックセット。30枚のデックが2組入っており、二つをあわせて拡張ルールを遊ぶことができる。それぞれのセットで異なるテーマを持つ。
- ネオウィルスバスターズセット
  - インペリアルドラモンデック&オメガモンデック
- ネオダークマスターズセット
  - アポカリモンデック&真ヴァンデモンデック
- デジタルハザードデックセット
  - デジモンテイマーズデック&メフィスモンデック
- レジェンドオブドラモンセット
  - メギドラモンデック&チンロンモンデック
- ネオ・メタルエンパイアセット
  - セントガルゴモンデック&ブラックセントガルゴモンデック
- ロイヤルナイツセット
  - 白き聖騎士団（ホーリーテンプル）デック&紅の龍騎士団（クリムゾンハイランダー）デック
- 十闘士セット
  - エンシェントグレイモンデック&エンシェントガルルモンデック
- X-進化セット
  - イグドラシルデック&クロニクルデック
- ミレニアムバトルセット

#### ジャンボカードダス
- 拡張ボード
- 拡張ボード2
- 拡張ボード3
- 拡張ボード4
- 拡張ボード5
- 拡張ボード6
- 拡張ボード デジモンアドベンチャー Vテイマー01 SP

#### デジモン15thアニバーサリーボックス
- デジタルモンスター15周年を記念して発売。特に人気だったカードがゴールドエッチングまたはシルバーエッチングの記念仕様で収録された。

#### その他
- デジモンの関連商品に特典として同梱および映画の前売・来場特典として配布されることが多い。

### デジタルモンスターカードゲームα
デザインを一新し、データカードダス・究極対戦!!デジモンバトルターミナルに対応した新シリーズ。
基本ルールは過去のものを引き継いでいるが基本的に新しいカードゲームとして展開。大会などでも過去のカードは混載不可。

#### スターター（α）
- Evolve.1
- Evolve.2
  - ジオグレイモンセット
  - ガオガモンセット
- Evolve.3
- セイバーズアタック
  - サンバースト
  - ムーンライト
- 七大魔王降臨編

#### ブースター（α）
- Evolve.1
- Evolve.2
- Evolve.3
- Evolve.4
- セイバーズアタック
- 七大魔王降臨編
- X杭体×ハイブリッド体
- 四聖獣君臨編
- ユナイテッドブースター
- ユナイテッドブースター02
- ユナイテッドブースター03

#### ジャンボカードダス（α）
- 拡張ファイル ファイリングシート
- デジモンEvolve Fileセット
- 亜種発見!!スペシャルシート

### ビデオゲーム
- デジモンワールド デジタルカードバトル
- デジモンワールド デジタルカードアリーナ
- デジタルモンスターカードゲームVer.WonderSwanColor